# У кожен дім
«У кожен дім» — рекламно-інформаційна газета. Виходить від серпня 1996 в м. Тернопіль.
Шеф-редактор — Вадим Перець, редактор — Н. Худа. Наклад 123800 примірників (2007).
8 сторінок формату А2; повноколірний друк.
«У кожен дім» безкоштовно отримують жителі Тернополя, тижневик також надходить за юридичними адресами міста й райцентрів області.
Згідно з опитуваннями, що проводила компанія «TNS Україна», газета «У кожен дім» має найбільшу читацьку аудиторію.
Структура газета: реклама у блоках, довідник «Усі телефони», приватні оголошення, останні новини Тернополя, країни, світу. Газета пропонує також рубрики «Будуймо», «Автопарк», «Нерухомість», «На здоров'я», «Релакс», спортивні новини, автоновини, програму телепередач та ін.